# Акустический институт (Великобритания)
Акустический институт (англ. Institute of Acoustics или IOA) — британская организация профессиональных инженеров-акустиков, основанная в 1976 году. Институт насчитывает около 3000 членов различных специальностей, среди них: инженеры, ученые, преподаватели, юристы, архитекторы, врачи, специалисты по охране окружающей среды. В данный момент должность президента института занимает W. Egan, ранее John Hinton, Colin English, David Weston и Tony Jones.

## Профессиональные направления
- Архитектурная акустика
- Электроакустика
- Акустика транспорта
- Измерительные приборы и датчики
- Музыкальная акустика
- Строительная акустика
- Общая (физическая) акустика
- Акустика речи и Биоакустика
- Гидроакустика

## Награды и премии
Институт присуждает следующие награды:
- Медаль Рэлея
- Медаль Тиндаля
- Медаль А. Б. Вуда[англ.]
- Медаль Стефенса[англ.]
- Медаль Акустического института
- Награда почёта
- Памятная награда Питера Барнетта
- Награда за популяризацию акустики
- Награда за заслуги перед институтом
- Молодёжная награда за инновации в акустике
- Награда лучшему студенту-дипломнику
- Приз за лучший дипломный проект (Ассоциация акустиков)
- Приз за лучший доклад на конференции Акустического института (Ассоциация акустиков)

## Президенты
Источник:
- Raymond William Barrow Stephens (1974-1975)
- W. A. Allen (1975-76)
- E. R. Dobbs (1976-78)
- P. Lord (1978-80)
- B. L. Clarkson (1980-82)
- D. E. Weston[англ.] (1982-84)
- H. G. Leventhall (1984-86)
- H. O. Berktay (1986-88)
- C. G. Rice (1988-90)
- M. S. Ankers (1990-92)
- P. D. Wheeler (1992-94)
- A. N. Burd (1994-96)
- B. F. Berry (1996-98)
- I. J. Campbell (1998-00)
- M. A. Tatham (2000-02)
- G. Kerry (2002-04)
- A. J. Jones (2004-06)
- C. E. English (2006-08)
- J. F. Hinton, OBE (2008-10)
- T. J. Cox[англ.] (2010-12)
- B. Shield[англ.] (2012-14)
- William Egan (2014-16)